# Dante Cavazzini
Dante Cavazzini (Gualtieri, 27 maggio 1890 – Udine, 11 febbraio 1987) è stato un filantropo, mecenate e commerciante italiano.

## Biografia
Friulano "d'adozione" (si trasferisce a Udine a circa 30 anni), Dante Cavazzini nasce a Gualtieri, in Emilia, da una famiglia numerosa e poco agiata.
Inizia a lavorare a 11 anni come garzone muratore; a 14 anni lascia la famiglia per lavorare a Milano come garzone macellaio; a 15 anni è alle dipendenze di ditte di tessuti, prima come fattorino, poi come apprendista commesso.
Nel 1911 partecipa alla guerra in Libia; torna a Milano, ma richiamato alle armi nel 1915, combatte nella prima guerra mondiale, dapprima sul fronte dell’Isonzo, poi – dopo la ritirata del 1917 - sul fronte francese.
Rientra definitivamente in Italia nella prima metà del 1919. Torna a Milano e decide di mettersi in proprio come venditore di stoffe. Vede nell'Austria appena uscita dalla guerra un mercato ideale; parte quindi per Vienna con un campionario di stoffe per abiti maschili. Durante il viaggio, conosce Udine, dove è costretto a fermarsi per tre giorni a causa di un guasto all'auto.
A Vienna, nonostante la profonda crisi economica post bellica, Dante Cavazzini vende tutta la merce ed intraprende commerci che lo riportano a Vienna e poi a Cracovia, Varsavia e in Ucraina.
Al ritorno, trova l'Italia in gravissima crisi economica; Milano non è una buona piazza, sia per la crisi che per l'elevata concorrenza; pensa al Friuli e a Udine.
La prima operazione commerciale udinese di Cavazzini è una svendita di stoffe, nel giugno del 1921, in alcuni locali affittati per alcuni mesi e situati in pieno centro (via Manin); il successo è notevole, anche grazie a un sapiente uso della pubblicità.
La scelta di stabilire definitivamente la sua attività a Udine matura in poche ore, in occasione di un viaggio di lavoro a Venezia: per un contrattempo, Cavazzini ha del tempo “libero” e decide di recarsi a rivedere Udine; viene a sapere della disponibilità di un negozio in via Savorgnana 5, in pieno centro; organizza per l'indomani mattina un incontro con il proprietario, il Conte Colombatti e immediatamente si accorda e versa la caparra il contratto d'affitto.
Il negozio, denominato “Al ribasso”, inaugura il 4 maggio 1922. Apre con due commessi; nel giro di un anno i commessi sono 22. Cavazzini, ancora ben noto in zona per la grande svendita dell'anno precedente, supporta il nuovo negozio con una nuova campagna pubblicitaria.
Durante il periodo fascista, Cavazzini, ormai commerciante di successo, comincia ad essere attaccato sui giornali locali; prendendo a pretesto le sue pubblicità bi-lingue (italiano e sloveno) in Istria e Dalmazia, viene ritenuto nemico della patria; al pesante articolo su Il giornale del Friuli nel novembre 1930, seguono altri attacchi, anche sul quotidiano Il popolo di Trieste; si comincia a chiedere il confino per il commerciante, che si salva grazie all'intervento presso la Prefettura di Udine di Italo Balbo, sollecitato dalla sorella, moglie di un amico di Cavazzini.
Nel 1933 Cavazzini decide di aprire un secondo negozio in città, in via Mercatovecchio, che chiama “L'arredamento”.
Il 24 febbraio 1940 si sposa con Aminta Flebus, sarta udinese, conosciuta 10 anni prima all'interno del negozio; con Aminta dividerà il resto della sua lunga vita.
Durante la guerra, Cavazzini offre il suo contributo alla resistenza, donando in più occasioni tessuti loden e stoffe impermeabili ai partigiani, con la mediazione dell'amico architetto Ermes Midena. Sospettato di sostegno alle nuove idee democratiche, Cavazzini è in quel periodo oggetto di misure preventive, come la sospensione dell'uso del telefono di casa.
Quando decide di immagazzinare merci in Emilia, per salvaguardare il magazzino dei negozi di Udine in caso di invasione, viene accusato di trasferimento illecito di merci ed arrestato a Udine il 7 luglio 1943; passerà in carcere circa 3 mesi.
Prima della fine della guerra, il negozio di via Mercatovecchio viene requisito per ragioni di pubblica utilità; anche il negozio di via Savorgnana viene occupato dalle truppe inglesi; quest'occupazione durerà però solo 3 mesi e il negozio potrà riprendere l'attività, che proseguirà fino al 1990.
In punto di morte, Cavazzini chiede alla moglie di chiudere l'attività dopo la sua scomparsa; Aminta Cavazzini lo farà, ma manterrà il negozio aperto altri tre anni, per dar modo a tutti i dipendenti di trovare un altro lavoro.

## L'impegno sociale
La vita di Cavazzini non si esaurisce nell'attività commerciale.
Nel 1939, conosce don Guglielmo Biasutti, che lo interessa ad alcune iniziative a favore dei poveri; quando don Biasutti, grazie alla donazione della benefattrice Melania Bearzi, fonda il nucleo originario, per ospitare e formare professionalmente ragazzi abbandonati e bisognosi, Dante Cavazzini contribuisce generosamente, iniziando con l'Istituto un rapporto di concreto supporto ed attenzione, che si protrarrà per tutta la sua vita. Nel 1957, in memoria della madre Clotilde, dona all'Istituto un ampio, moderno ed attrezzato padiglione per meccanici; dona poi altri due padiglioni, uno dedicato alla memoria del padre Giovanni, l'altro, attrezzato per i corsi di disegno e tecnologia, intitolato al fratello Costantino; fa anche costruire una sala per spettacoli, proiezioni, concerti e conferenze, rendendo l'Istituto Bearzi uno dei più moderni dell'epoca.
La filantropia e l'impegno sociale di Cavazzini in Friuli si sono diretti anche in un'altra direzione.
Memore della forte emozione provata nel corso della sua visita - nel 1925 - all'Istituto Cottolengo per malati soli e bisognosi di Torino, Cavazzini non esita a contribuire alla nascita e sviluppo del "Piccolo Cottolengo" di Santa Maria la Longa, fondato da don Biasutti all'interno della tenuta donata da Melania Bearzi; nel 1968 Cavazzini dona al Piccolo Cottolengo l'intero padiglione maschile, che ancor oggi porta il suo nome, e collabora successivamente alla realizzazione del padiglione femminile.
Nel 1961, il Comune di Udine nomina Dante Cavazzini Presidente della Casa di Invalidità e di vecchiaia, che ospitava all'epoca quasi mille anziani. Cavazzini accetta l'incarico e svolge anche le funzioni di direttore; oltre ad amministrare, fa ristrutturare a sue spese serramenti, servizi igienici, riscaldamenti, fognature e giardino della struttura; risana anche le finanze dell'ospizio; al termine del mandato, viene insignito di medaglia d'oro dal Sindaco di Udine.
Gli interventi filantropici di Cavazzini si rivolgono anche alla sua terra: negli anni quaranta ricostruisce e restituisce all'uso l'ospedale di Gualtieri, distrutto nel 1942 da un incendio; negli anni cinquanta, in occasione dell'alluvione del Polesine del novembre 1951, interviene in aiuto della sua città natale donando e distribuendo materiali di prima necessità; supporterà sempre Gualtieri, ripristinando anche l'asilo, la parrocchia e le scuole di avviamento professionale; in cambio riceve la cittadinanza onoraria.

## Casa Cavazzini
Nel 1937, Cavazzini accoglie il consiglio dell'architetto e amico Ermes Midena e chiama a decorare le pareti del suo appartamento, situato sopra il negozio di via Savorgnana 5, un artista poco conosciuto di 26 anni, Afro Basaldella; al suo fianco opereranno anche altri pittori poco conosciuti: Mirko Basaldella e Corrado Cagli.
Nasce così il notevole ciclo di affreschi di Casa Cavazzini.
Casa Cavazzini è stata donata dalla vedova di Cavazzini, Aminta Flebus, al Comune di Udine per farne un museo.
L'edificio è stato oggetto di un attento restauro, su progetto originario di Gae Aulenti, che ha svelato in corso d'opera un patrimonio archeologico nascosto: una vasca-cisterna "alla veneziana" del XVI secolo e un notevole deposito di vasellame protostorico databile alla seconda metà dell'VIII sec a.C.
I restauri, terminati nel 2011, hanno anche restituito in tutta la sua bellezza originaria il ciclo di affreschi di Afro e Mirko Basaldella e Corrado Cagli.
L'edificio ospita, dal 6 ottobre 2012, il nuovo museo denominato Museo di arte moderna e contemporanea.